# Pas un bruit
Pour plus de détails, voir Fiche technique et Distribution.
Pas un bruit (Hush) est un thriller horrifique américain coécrit et réalisé par Mike Flanagan, sorti en 2016.

## Synopsis
Maddie Young (Kate Siegel) est une jeune écrivain sourde et muette ayant décidé de s'installer seule dans une maison au fond des bois, espérant que le calme et la solitude lui permettraient de retrouver l'inspiration pour écrire son prochain livre. Après une petite visite amicale de sa voisine, Sarah (Samantha Sloyan), elle ne se doute pas le moins du monde de la présence d'une autre personne près de la maison, un homme masqué et sadique (John Gallagher Jr.) qui est bien décidé à la tuer.

## Fiche technique
- Titre original : Hush
- Titre français : Pas un bruit
- Réalisation : Mike Flanagan
- Scénario : Mike Flanagan et Kate Siegel
- Direction artistique : Elizabeth Boller
- Photographie : James Kniest
- Montage : Mike Flanagan
- Musique : The Newton Brothers
- Production : Jason Blum et Trevor Macy
- Sociétés de production : Blumhouse Productions et Intrepid Pictures
- Société de distribution : Netflix
- Pays d'origine :  États-Unis
- Langue originale : anglais, langue des signes américaine
- Format : couleur
- Genres : thriller, horreur
- Durée : 87 minutes
- Dates de sortie :
  - États-Unis : 12 mars 2016 (Festival de film de South by Southwest)[2] ; 8 avril 2016[3]
  - France : 8 avril 2016

## Distribution
- Kate Siegel (VF : Marine Tuja) : Maddie Young
- John Gallagher, Jr. (VF : Damien Ferrette) : l'homme masqué
- Emilia Graves : Max
- Samantha Sloyan (VF : Delphine Braillon) : Sarah
- Michael Trucco (VF : Guillaume Orsat) : John

Source et légende : version française (VF) selon le carton de doublage.

## Accueil

### Sorties internationales
Pas un bruit est sélectionné dans la catégorie « Midnighters » et projeté en avant-première le 12 mars 2016 au Festival de film de South by Southwest, puis diffusé sur Netflix à partir du 8 avril 2016 comme en France et la plupart des pays.